# Califado Almóada
O Califado Almóada (ou Almôada, ou Almôade) foi o maior império berbere da história da humanidade, estendendo-se sensivelmente entre a segunda metade do século XII até meados do século XIII, tendo sido o único império berbere a unir todo o Magrebe sob a mesma entidade política. O nome latino deriva do termo árabe الموحدون al-Muwaḥḥidūn, i.e. "os unitários" ou aqueles que acreditam na unidade e na unicidade de Deus. 
Os almóadas surgiram em Marrocos no século XII, descontentes com o insucesso dos almorávidas em revigorar os estados muçulmanos na Península Ibérica, bem como em suster a reconquista cristã. Tendo conquistado o Norte de África até ao Egito, ocuparam sucessivamente grande parte de al-Andalus.

## Origens
A fundação do movimento deve-se a ibne Tumarte (c. 1080 – ca. 1130), membro dos masmudas, uma tribo berbere do Alto Atlas. Filho do encarregado de acender as lamparinas de uma mesquita, e notado pela sua piedade desde a juventude, seria um rapaz pequeno e deformado que vivia como um mendigo devoto.
Enquanto jovem, ibne Tumarte fez a peregrinação a Meca, de onde foi expulso pelas suas críticas ferozes à laxidão de outros. Daí foi para Bagdade, onde aderiu a uma escola ortodoxa. Mas construiu ele mesmo um sistema próprio, combinando os ensinamentos do seu mestre com o misticismo e partes das doutrinas de outros, centrado no unitarismo e que representava uma revolta contra o que na sua opinião seria o antropomorfismo de Alá na ortodoxia muçulmana.
Após o seu regresso a Marrocos, com a idade de 28 anos, começou a pregar contra os princípios religiosos da interpretação pessoal, aceitando apenas a tradição (Suna) e o consenso (Ijma). O emir almorávida Ali ibne Iúçufe chegou a convocar um debate teológico em Fez, convocando ibne Tumarte. Na conclusão deste debate foi declarado que os pontos de vista deste eram demasiado radicais. ibne Tumarte foi condenado à prisão mas o emir ter-lhe-á permitido a fuga.
Depois de expulso de várias outras cidades pelas suas demonstrações de zelo religioso, ibne Tumarte refugiou-se junto do seu povo, os masmudas, em Tinmel, na cordilheira do Atlas. Fundou o movimento dos almóadas, autoproclamou-se mádi ("o guiado" ou "o escolhido", profeta redentor do Islão) e exortou todos os muçulmanos, especialmente os da Península Ibérica, a retornar às origens da sua fé, o Alcorão.

## Califado Almóada
É muito provável que a influência de ibne Tumarte não tivesse eco no futuro se não fosse por Abde Almumine, outro berbere, da Nedroma (hoje na Argélia), que seria um soldado e membro da classe governante. Quando ibne Tumarte morreu em 1128 no mosteiro que fundou em Tinmel, depois de uma grave derrota frente aos almorávidas, Abde Almumine manteve a sua morte em segredo por dois anos, até estabelecer o seu poder. Então assumiu-se como seguidor do mádi.
Entre 1130 e a sua morte em 1163, Abde Almumine não só expulsou os almorávidas, como aumentou o seu poder por todo o norte de África até ao Egito, tornando-se emir de Marraquexe em 1149. O seu fundamentalismo levou até medidas de expurga dos suspeitos de pouca fé e falha em cumprir todos os ritos religiosos, a mais grave de todas terminando na eliminação de toda uma tribo.
Os almóadas então trataram de unificar as taifas e formar um governo islâmico que pudesse fazer frente aos cristãos. Em pouco mais de trinta anos, os almóadas conseguiram forjar um poderoso califado que se estendia desde Santarém, no que é atualmente Portugal, até Trípoli na actual Líbia, incluindo todo o norte de África e o sul da Península Ibérica.
Em 1170 os almóadas transferiram a sua capital para Sevilha, onde fundaram a grande mesquita, posteriormente convertida em catedral cristã. A torre da mesquita, a Giralda, foi construída em 1184 para assinalar a ascensão de Abu Iúçufe Iacube Almançor. Foi durante este período que ressurgiram os estudos filosóficos com Averróis e ibne Tufail.
Na sequência do Fossado de Triana, os almóadas dirigiram vários ataques contra Portugal, por mar e por terra. Em 1179, os almóadas atacaram Abrantes, em 1180 deu-se a batalha naval do Cabo Espichel e em 1181 um exército almóada cercou Évora e destruiu Coruche. Entre 1181 e 1191, Portugal seria o principal palco de guerra entre os almóadas e os cristãos na península Ibérica.
No entanto, desde Abu Iacube Iúçufe II (r. 1213–1223/24), tratavam os seus domínios fora de Marrocos como províncias e governavam os seus correlegionários na Península Ibérica e no restante do norte de África através de governadores locais. Quando os emires atravessavam o estreito de Gibraltar era para fazer a jiade contra os cristãos e voltar para a sua capital, Marraquexe.
Apesar dos esforços dos governantes, o Califado Almóada teve problemas desde o início em manter a turbulenta Granada pacificada e, por outro lado, algumas das suas posturas mais radicais foram mal recebidas pela população muçulmana da Península, habituada ao compromisso e à coexistência com os cristãos.
Os príncipes almóadas tiveram uma carreira mais longa e marcante do que os seus antecessores almorávidas. Abu Iacube Iúçufe I (r. 1163–1184) e Almançor (r. 1184–1199), sucessores de Abde Almumine, eram homens fortes. Inicialmente o seu governo levou à fuga de muitos judeus e cristãos para os estados cristãos de Portugal, Castela e Aragão, mas acabaram por se tornar menos extremistas que os almorávidas.
Em 1184 os almóadas invadiram Portugal e sitiaram Santarém, porém foram rechaçados, tendo o califa morrido na acção. A invasão do jovem Reino de Portugal pelos almóadas comandados pessoalmente pelo califa Almançor foi travada em 1190 em Tomar, pelos cavaleiros templários de Gualdim Pais. No ano seguinte o califa logrou reconquistar todo o Alentejo, menos Évora.
Almançor era um homem de grande cultura, que escrevia em bom estilo árabe e protegia o filósofo Averróis. O seu título  Almançor, "O Vitorioso", deve-se à derrota que infligiu a Afonso VIII de Castela, em 1195, na Batalha de Alarcos. Mas os reinos cristãos da Península Ibérica estavam já demasiado fortes para uma invasão muçulmana, e os almóadas não conseguiram conquistas assinaláveis.

### Arte almóada
As construções almóadas caracterizam-se pela simplicidade e austeridade, um reflexo da vida difícil dos nómadas do Magrebe. Apesar disso, muitos edifícios têm um tamanho considerável. Exemplos clássicos deste movimento são a Mesquita de Tinmel, a Torre del Oro e a Giralda, em Sevilha, a Mesquita Cutubia de Marraquexe, a Grande Mesquita de Taza e a Torre Hassan em Rabat.

## Declínio do Califado Almóada
1212 marcou o início da decadência do Califado Almóada. As forças de Maomé al-Nácer (r. 1199–1214), sucessor de Almançor, depois de um avanço inicialmente bem sucedido para norte, foram aniquiladas por uma aliança de tropas cristãs na Batalha de Navas de Tolosa na Serra Morena.
Em 1216-7 os merínidas enfrentam os almóadas em Fez. 
Após o assassinato do califa Abd al-Wahid e a usurpação do trono por um pretendente rival, em 1225 estalou a guerra-civil entre os almóadas no Andaluz. Neste mesmo ano, a região de Sevilha foi uma vez mais invadida por cavaleiros portugueses.
Ibne Hude proclama-se emir de Múrcia em 1227, fazendo frente aos almoádas, e Tunes torna-se independente três anos mais tarde.
Novos fossados portugueses e leoneses devastaram a região de Sevilha em 1228. A falta de resposta às incursões cristãs descredibilizaram os almóadas e precipitaram a revolta das populações andaluzas, dando assim início a um novo período de taifas. À medida que os governadores almóadas eram depostos por caudilhos locais, em Outubro deste ano, o califa Idris al-Mamun abandonou Sevilha e regressou a Marrocos com as tropas que lhe restavam quando a península Ibérica era já dada por perdida.
Maomé al-Nácer proclama-se emir de Arjona, Xaém, Guadix e Baza em 1232. Cinco anos depois é reconhecido como emir de Granada, dando início à dinastia nacérida.
Os almóadas encorajaram o estabelecimento de cristãos até mesmo em Fez, e depois da Batalha de Navas de Tolosa, ocasionalmente faziam alianças com os reis de Castela. Em África conseguiram expulsar os exércitos dos reis normandos da Sicília das cidades costeiras. A história do seu declínio é diferente da dos almorávidas. Não foram tomados por um poderoso movimento religioso, simplesmente foram perdendo territórios com a revolta de tribos e cidades. Os seus inimigos mais importantes acabaram por ser os merínidas, que fundaram a seguinte dinastia moura. Em 1268 os merínidas governam o Magrebe.
O último califa almóada, Idris II, estava reduzido à posse de Marraquexe, onde foi assassinado por um escravo em 1269.